# 鄧飛 (香港)
鄧飛（MH ），籍貫广东广州，現任香港立法會議員（選舉委員會）、香港教育工作者聯會副主席、中華海外聯誼會第五屆理事、全國港澳研究會理事、香港友好協進會會員、香港課程發展議會通識教育委員會委員、香港考試及評核局公開試科目委員會（通識教育）委員、香港中文大學教育碩士課程兼任講師，以及重慶市政協委員。於將軍澳香島中學任教時，曾教授中文、歷史、通識（初中、新高中），負責學校教務和通識科統籌工作。另外他精於國際事務分析並熱衷軍事。

## 生平
鄧飛畢業於香港中文大學，主修政治行政學和社會研究比較方法學。大學時曾為學校辯論隊員，獲得1996年度香港大專辯論比賽最佳辯論員、1997年香港大專辯論比賽冠軍、兩大辯論比賽得獎者等多項殊榮。其後修讀約克大學政治学碩士學位，返港後曾借調教育局從事學校專業支援工作及擔任語常會辯論教育計劃顧問。
鄧飛曾於1994年5月過去參與的香港無綫電視翡翠台播出有關之資訊問答遊戲節目《江山如此多FUN》「全港狀元爭霸戰」，並獲得第二名「榜眼」，其後於該節目第二季第三集起擔任主持，解說遊戲中歷史故事之背景資料。其後在亞洲電視本港台的《知識就是力量》、香港電台的《週末號花車》和《上網問功課》等資訊教育節目擔任主持人，並在《經濟日報》撰寫《思辯通識》。
2013年獲頒香港特別行政區榮譽勳章。
2014年，鄧飛接替退休的福建中學（小西灣）校長黃均瑜任教聯會主席，黃校長則轉任該會長至今。
2015年9月1日，鄧飛由將軍澳香島中學之副校長升任校長。
2017年，鄧飛因事務倥傯辭任該會主席一職轉任理事，該職務改由上屆擔任副主席之教聯會黃楚標學校校長黃錦良接棒。
2020年鄧飛擔任該會副主席。
2021年12月，鄧飛循選舉委員會當選立法會議員。
2022年9月，為專注立法會議員工作，鄧飛決定辭任校長一職，由鍾堯基接任。

## 公职
- 香港第七屆立法會議員 (2022年 - 現在)
- 香港教育統籌委員會委員
- 香港教師中心諮詢管理委員會委員

## 教育議題立場
鄧飛常公開發表其教育主張，亦曾批評過香港教育專業人員協會。
鄧飛協助新高中通識科、升學輔導、照顧學生差異等，也為教改課題主持講座和研討會；並經常在報章發表關注教育問題的評論文章。

### 通識教育
鄧飛於2015年獲教育局借調，支援通識科校本課程發展。鄧飛認為，通識科實際上屬於社會科學甚至政治學範疇，不能低估當中的知識含量 。這一科其實難以簡化成常識去教，有些複雜的概念應以直接講授取代分組討論。
鄧飛亦曾被邀請出任兼任講師，於中文大學的教育文憑和通識科碩士課程任教，獲極高評價，並被選為「最受歡迎講師」。

### 德育及國民教育
鄧飛認為應該推行德育及國民教育科，讓年輕人了解國情。於2012年代表教聯會加入「開展德育及國民教育科委員會」，推動該學科發展，惟委員會決定擱置科目，只有鄧飛不同意，故此教育局為他另闢「棄權」選項。

### 教科書編纂
鄧飛與立法會議員李浩然與基本法委員會委員陳弘毅合編商務印書館旗下香港教育圖書有限公司出版之《教圖公民與社會發展新里程—主題一「一國兩制」下的香港》及《新視野公民與社會發展—主題一 「一國兩制」下的香港》。

### 新冠肺炎疫情期間的支援措施
於疫情期間，鄧飛多次為教育界發聲，向教育局反映業界訴求及成功爭取落實支援措施，包括但不限於要求教育局為文憑試制定延期標準、建議取消小六第三次呈分試、為不同營運模式的幼稚園提供特別津貼，及為幼兒園兩歲班提供一次特別津貼。
鑒於疫情嚴重，鄧飛於2月3日與教育局主要官員會面 ，要求教育局需基於科學意見，制訂文憑試延期標準，及建議取消小六第三次呈分試，保障師生健康。其後，教育局聽取有關意見，宣布取消小六第三次呈分試 及制定文憑試開考方案 。
幼稚園業界亦受到嚴重影響，有見及此，鄧飛及教聯會於2月13日舉行記者會，要求政府的「100億防疫抗疫基金」應該將不同營運模式的幼稚園提供包括租金津貼、免息貸款等實際支援，協助全港幼稚園渡過難關。政府分別於二月二十日決定向幼稚園提供抗疫津貼和一次性撥款 ，及於2月27日向幼兒園兩歲班提供為四個月的一次性津貼。

### 香港教育政治化
鄧飛認為，自2012年反國民教育運動以來，到2014年讓愛與和平佔領中環，再到2016年旺角暴亂，再到2019年反修例運動，「洗腦式的政治滲透，取代了理性的教學；極端化的政治言論，取代了持平的討論；表態式、傾向準暴力的政治行動，取代了正常健康的學習活動」，而後前立法會議員葉建源故技重施籲杏壇罷課，是在「唯恐校園政治化不息」，是校園未能回復寧靜主因之一。而今在《港區國安法》下，校園大幅去除政治，有助教育歸教育。部份杏壇成員可能過度解讀教育去除政治措施，從而有怕踩紅線的恐懼感，但其實只要按課程指引教學就無須恐慌，畢竟「教育，不是個別對政治過度熱忱的老師的個人政見表達，校園不是海德公園，教壇不是城市論壇，教學活動、課外活動不是政治行為藝術表演！只要依據課程綱要來教學，何來「踩紅線」之說？」

## 軼事
2023年11月，鄧飛在Facebook透露，由大陸回港時被大陸海關截查，搜查公事包，又翻開文件袋、衣服等。他認為自己是立法會議員，而且是妥妥的愛國者陣營成員，大陸海關沒理由對他不放心，此舉對他不公。不過，網民普遍支持大陸海關的做法，認為無論被截查者是否議員，應該一見同仁。

## 外部連結
- 鄧飛的Facebook專頁
- 鄧飛@香港教育工作者聯會 （页面存档备份，存于）
- 鄧飛@思考香港 （页面存档备份，存于）
- 鄧飛@觀察者網 （页面存档备份，存于）
- 辯論教育支援網：顧問簡介
- 香港電台通識網：鄧飛老師 （页面存档备份，存于）
- 飛常道 - YouTube （页面存档备份，存于）
- 屈機焦點 - YouTube （页面存档备份，存于）
- 鄧飛的西瓜視頻 （页面存档备份，存于）